# Wilhelm Plagge
Martin Wilhelm Plagge (* 13. April 1794 in Aurich; † 7. Juni 1845 in Aachen) war ein deutscher Pharmakologe und Hochschullehrer.

## Leben
Plagge war Sohn von Diedrich Plagge, Apotheker und Assessor collegii medici, und Margarete Elisabeth geb. Scipio. Nach dem Abitur am Gymnasium Aurich studierte Plagge vom 3. Mai 1811 bis 1813 Medizin an der Georg-August-Universität Göttingen. Dort gehörte er 1811 zu den Gründern der Landsmannschaft Frisia. Seit 1812 war er auch Mitglied des Corps Bremensia Göttingen. 1813 war er Volontärarzt am Provinziallazarett Emden. 1815 immatrikulierte er sich als stud. med. an der Friedrich-Wilhelms-Universität Berlin. Als Militärarzt nahm er an den Befreiungskriegen teil.
Zum Dr. med. promoviert, war er seit 1821 Badearzt in Bentheim und Leibarzt des Fürsten zu Salm-Salm und des Fürsten von Bentheim in Burgsteinfurt. Er wurde 1837 o. Professor der Arzneimittellehre an der Hessischen Ludwigs-Universität und schrieb bis 1843 sein großes Handbuch der Pharmakodynamik. Er gliederte es in Arzneiwarenkunde (Pharmakognosie), Arzneibereitungslehre (Pharmazie), Arzneiwirkungslehre (Pharmakodynamik) und Arzneiverordnungslehre (Pharmakokatagraphologie). Im selben Jahr endete seine wissenschaftliche Karriere, als er am 6. April wegen seiner Homosexualität zu sieben Jahren Zuchthaus verurteilt wurde. Nach einem Gnadengesuch seiner Ehefrau Dorothea, mit der er zwei Kinder hatte, wurde Plagge aus dem Großherzogtum Hessen nach Aachen in die seinerzeit preußische Rheinprovinz ausgewiesen, wo er kurze Zeit später starb.

## Werke
- Handbuch der Pharmakodynamik für Aerzte, Wundärzte und Studirende. Braunschweig: Vieweg, 1847. (Digitalisat in der Digitalen Bibliothek Mecklenburg-Vorpommern)